# ماركو مارينوفيتش
ماركو مارينوفيتش (بالصربية: Марко Мариновић) مواليد 15 مارس 1983 في تشاتشاك، جمهورية صربيا الاشتراكية، جمهورية يوغوسلافيا الاشتراكية الاتحادية، هو لاعب كرة سلة صربي. بدأ مسيرته الاحترافية في سنة 2000. يلعب في الدوري الصربي لكرة السلة كلاعب هجوم خلفي. يبلغ طوله 6 قدم 0 بوصة (1.8 م). حقق المركز الأول في الألعاب الجامعية الصيفية 2003.

## المسيرة الاحترافية
لعب مع سانت جوسيب في الدوري الإسباني في موسم 2006–2007، ثم لعب مع منورقة لكرة السلة في موسم 2007–2008، ثم لعب مع ريد ستار في موسم 2008–2009، ثم لعب مع فالنسيا باسكت في الدوري الإسباني في موسم 2009–2010، ثم لعب مع ألبا برلين في الدوري الألماني في موسم 2010–2011، ثم لعب مع كراسني كريليا في سنة 2011، ثم لعب مع ينسي كراسنويارسك في الدوري الروسي في موسم 2011–2012.

## الميداليات
| الميدالية | المسابقة                      |
| --------- | ----------------------------- |
| ذهبية     | الألعاب الجامعية الصيفية 2003 |

## روابط خارجية
- ماركو مارينوفيتش على موقع الاتحاد الدولي لكرة السلة (الإنجليزية)
- ماركو مارينوفيتش على موقع الدوري الأوروبي لكرة السلة (الإنجليزية)
- ماركو مارينوفيتش على موقع الدوري الإسباني لكرة السلة (الإسبانية)
- ماركو مارينوفيتش على موقع كرة السلة الأوروبية.كوم (الإنجليزية)
- ماركو مارينوفيتش على موقع ريلجم (الإنجليزية)
- ماركو مارينوفيتش على موقع بروبوليرز (الإنجليزية)
- ماركو مارينوفيتش على موقع سبورتس رفرنس (الإنجليزية)